# 34544 Omarsanreyes
34544 Omarsanreyes este o planetă minoră (asteroid), cu un diametru de 2,733 km, din centura de asteroizi. A fost descoperită pe 21 septembrie 2000 la Experimental Test Site⁠(d) de Lincoln Near-Earth Asteroid Research. 
Obiectul prezintă o orbită caracterizată de o semiaxă mare de 2,2505294 UAi, o excentricitate de 0,11, o înclinație de 7,31354 ° în raport cu ecliptica.